# 블랙 코미디

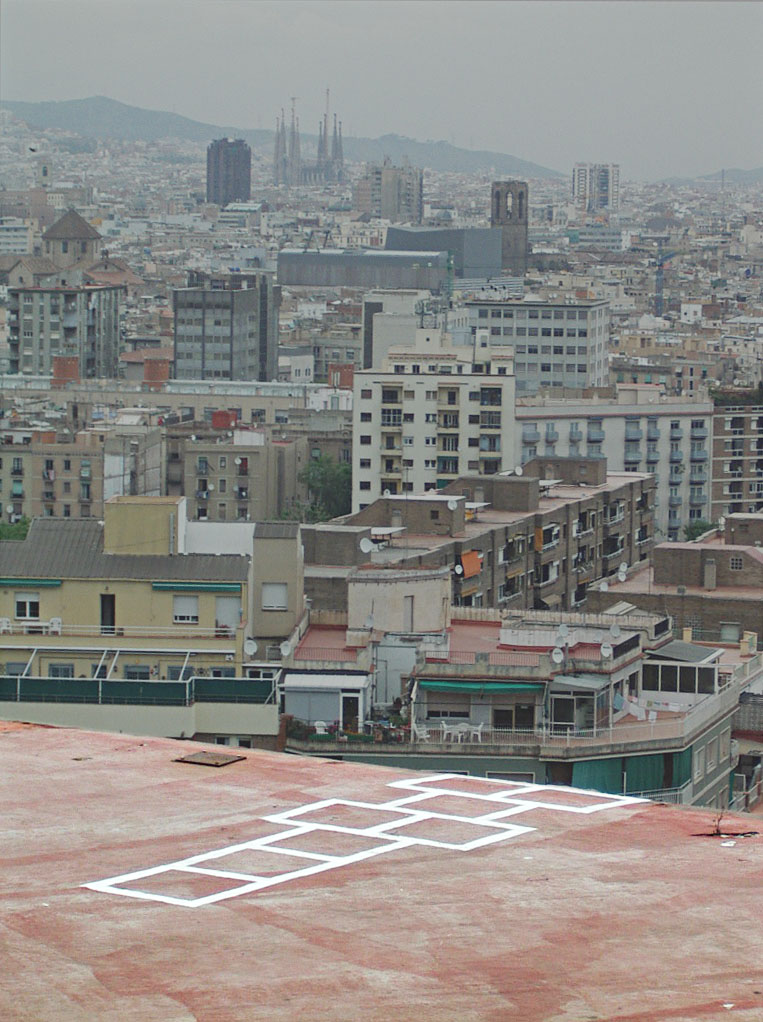
스페인 바르셀로나에 있는 "망각으로의 사방치기"는 자살을 암시한다.

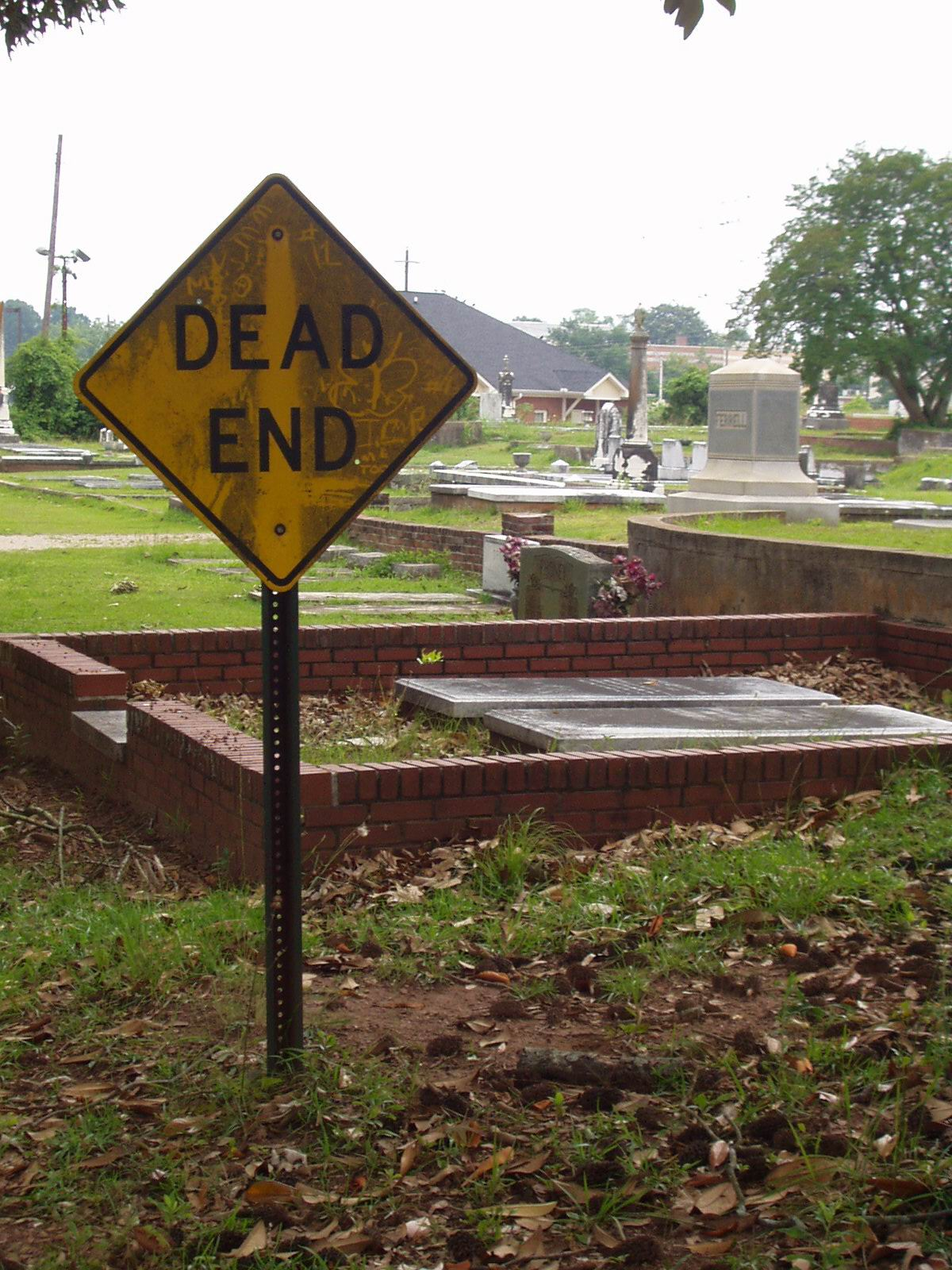
"막다른 길" 표지판이 있는 묘지, 언어 유희를 만들어낸다.

블랙 코미디(영어: black comedy, black humor, morbid humor, gallows humor) 또는 다크 코미디(영어: dark comedy, dark humor)는 일반적으로 금기로 여겨지는 주제, 특히 토론하기에 심각하거나 고통스러운 주제를 가볍게 다루는 희극의 한 스타일로, 관객에게 불편함, 진지한 생각, 그리고 즐거움을 유발하는 것을 목표로 한다. 따라서, 예를 들어 허구에서 블랙 코미디라는 용어는 어두운 유머가 핵심 구성 요소인 장르를 의미할 수도 있다.
블랙 코미디는 나체, 인간의 성행위, 체액과 같은 주제에 더 초점을 맞춘 블루 코미디와는 다르며, 음란죄와도 다르다. 또한 블랙 코미디라는 용어가 많은 심각한 주제와 관련된 유머를 포괄하는 비교적 넓은 용어인 반면, 교수대 유머는 죽음 또는 죽음을 연상시키는 상황과 관련하여 더 구체적으로 사용되는 경향이 있다. 블랙 유머는 때때로 그로테스크 장르와 관련될 수 있다. 문학 평론가들은 고대 그리스의 아리스토파네스와 같은 초기 작가들과 블랙 코미디 및 블랙 유머를 연관시켰다.

## 어원
블랙 유머(프랑스어 humour noir에서 유래)라는 용어는 초현실주의 이론가인 앙드레 브르통이 조너선 스위프트의 글을 해석하던 중 1935년에 만들었다. 브르통은 스위프트의 일부 글을 희극과 풍자의 하위 장르로 규정하는 것을 선호했는데, 여기서는 견유주의와 회의주의에서 웃음이 비롯되며, 종종 죽음과 같은 주제에 의존한다.
브르통은 1940년 저서 블랙 유머 선집 (Anthologie de l'humour noir)을 위해 이 용어를 만들었으며, 이 책에서 그는 조너선 스위프트를 블랙 유머와 교수대 유머의 창시자로 인정했다 (특히 그의 작품 하인들에게 주는 지시록 (1731), 겸손한 제안 (1729), 빗자루에 대한 명상 (1710), 그리고 몇몇 명언들에서). 그의 책에서 브르통은 또한 45명의 다른 작가들의 발췌문을 포함했는데, 여기에는 청중이 공감하는 희생자에게서 재치가 발생하는 예시(교수대 유머의 전통에서 더 전형적인 경우)와 희생자를 조롱하기 위해 코미디가 사용되는 예시가 모두 포함된다. 후자의 경우 희생자의 고통은 사소하게 취급되어 희생자를 동정하게 되는데, 이는 (예를 들어) 도나시앵 알퐁스 프랑수아 드 사드의 글에서 사회 논평 및 사회 비판과 유사하게 발견된다.

## 역사
기독교 순교자 성 라우렌시오는 자신의 처형 중에 어두운 농담을 하여 희극 배우의 수호성인이 되었다.
블랙 코미디를 자신의 작품에 사용한 최초의 미국 작가 중에는 나다니엘 웨스트와 블라디미르 나보코프가 있다. 블랙 유머의 개념은 1965년 브루스 제이 프리드먼이 편집한 대중 시장 페이퍼백 『블랙 유머』가 출판된 후 전국적으로 주목받기 시작했다. 이 페이퍼백은 블랙 유머 개념을 문학 장르로 다룬 최초의 미국 선집 중 하나였다. 이 페이퍼백을 통해 프리드먼은 J. P. 돈리비, 에드워드 올비, 조지프 헬러, 토머스 핀천, 존 시몬스 바스, 블라디미르 나보코프, 브루스 제이 프리드먼 자신, 그리고 루이페르디낭 셀린과 같은 다양한 작가들을 "블랙 유머리스트"로 명명했다. 언론인과 문학 평론가들이 블랙 유머리스트로 제안한 최근 작가 중에는 로알드 달, 커트 보니것, 워런 지번, 크리스토퍼 듀랑, 필립 로스, 그리고 베이코 후오비넨이 있다. 에벌린 워는 "최초로 지속적인 블랙 코미디 코미디 소설을 쓴 현대 작가"로 불렸다. 위에서 언급된 작가들에게 블랙 유머리스트라는 꼬리표를 붙이는 동기는 그들이 심오하거나 끔찍한 사건들이 코믹하게 묘사된 소설, 시, 단편, 연극, 노래를 썼기 때문이다. 1950년대 후반부터 주류 언론인들에 의해 "병든 코미디"를 사용하는 것으로 분류된 레니 브루스와 같은 희극 배우들도 "블랙 코미디"로 분류되었다.

## 성격과 기능

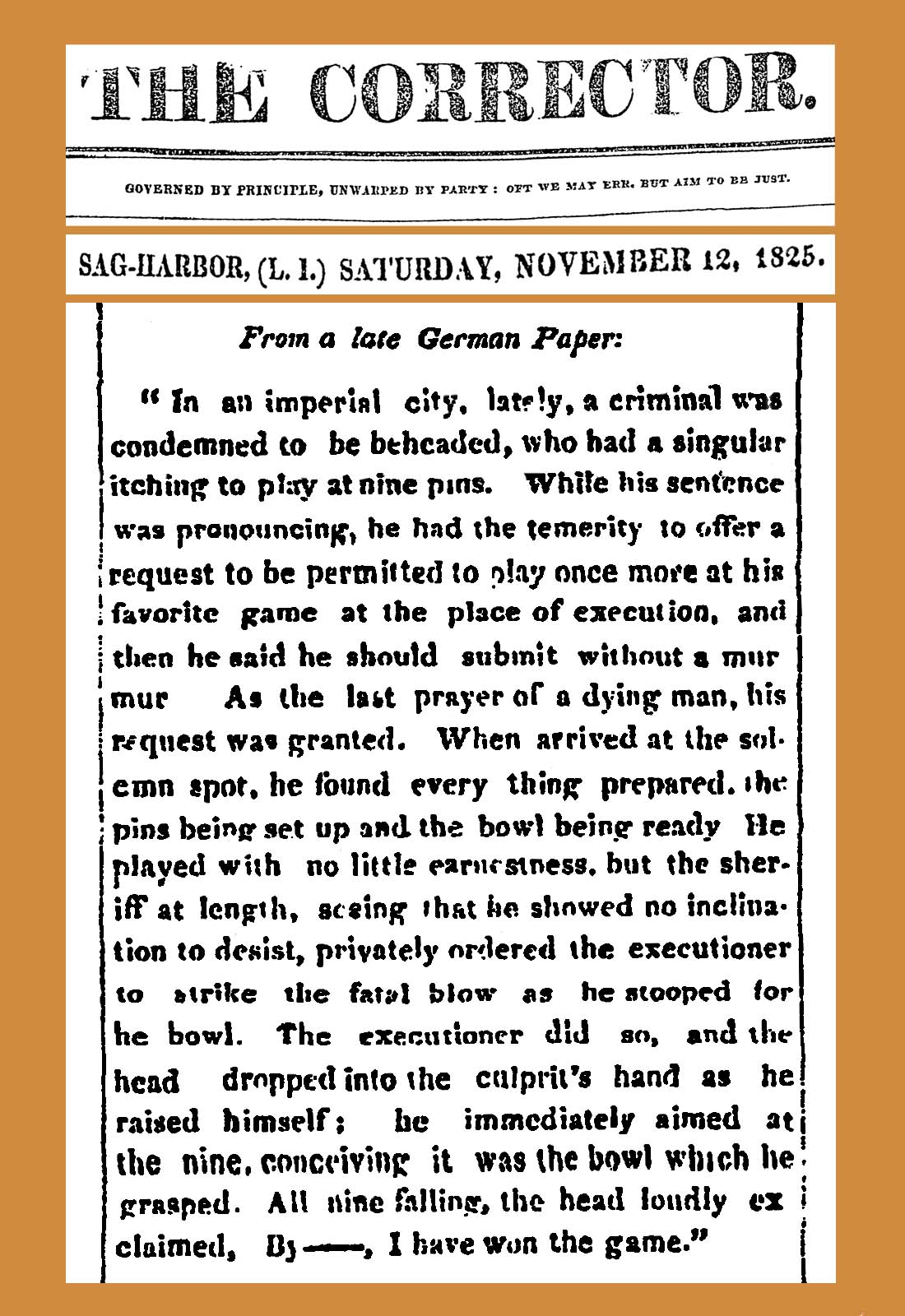
1825년 신문은 참수형을 당하기 전 마지막 소원이 나인핀 볼링을 하고, 자신의 잘린 머리를 마지막 공으로 사용하여 스트라이크를 달성한 것에 기뻐하는 범죄자의 교수대 유머 "이야기"를 실었다.

지그문트 프로이트는 1927년 에세이 『유머』(Der Humor)에서 '블랙 유머'를 명시적으로 언급하지는 않았지만, 교수대 유머의 실제 사례를 인용하며 다음과 같이 썼다. "자아는 현실의 도발에 괴로워하거나 고통받도록 강요당하는 것을 거부한다. 그것은 외부 세계의 트라우마에 영향을 받지 않을 것이라고 주장하며, 사실 그러한 트라우마는 즐거움을 얻기 위한 기회에 불과하다는 것을 보여준다." 다른 사회학자들은 이 개념을 더 자세히 설명했다. 동시에 폴 루이스는 교수대 농담의 이러한 "완화" 측면이 농담이 위협받는 사람 자신에 의해 말해지는지 아니면 다른 사람에 의해 말해지는지에 따라 달라진다고 경고한다.
블랙 코미디는 억압받는 자들의 사기 (의욕)를 강화하고 억압하는 자들의 사기를 약화시키는 사회적 효과를 지닌다. 와일리 사이퍼에 따르면, "악과 오류에 대해 웃을 수 있다는 것은 우리가 그것들을 극복했다는 것을 의미한다."
블랙 코미디는 자연적인 인간 본능이며, 고대 이야기에서도 그 사례를 찾을 수 있다. 그 사용은 중부 유럽에서 널리 퍼져 있었고, 그곳에서 미국으로 수입되었다. 이는 독일어 표현 갈겐유머(Galgenhumor, 교수형을 당하기 전의 냉소적인 마지막 말)로 표현된다. 교수대 유머의 개념은 프랑스어 표현 리르 존(rire jaune, 문자 그대로 노란색 웃음)과 유사하며, 이는 서게르만어군의 플람스어 방언 표현인 흐룬 라헨(groen lachen, 문자 그대로 녹색 웃음)과도 유사하다.
이탈리아 희극 배우 다니엘레 루타치는 교수대 유머가 유발하는 특정한 웃음(risata verde 또는 groen lachen)에 초점을 맞춰 논의했으며, 반어적 풍자와는 대조적으로 그로테스크한 풍자가 이러한 종류의 웃음을 가장 자주 유발한다고 말했다. 바이마르 공화국 시대 카바레에서 이 장르는 특히 흔했으며, 루타치에 따르면 카를 발렌틴과 카를 크라우스가 그 주요 대가였다.
블랙 코미디는 직업인들이 일상적으로 어두운 주제를 다루어야 하는 직업과 환경에서 흔히 나타난다. 여기에는 경찰관, 소방관, 구급차 승무원, 군대 인원, 기자, 변호사, 그리고 장의사가 포함되며, 이는 인정된 대처 (행동) 메커니즘이다. 이러한 직업군 내에서는 이러한 농담이 말해지는 맥락에 유의하도록 권장되었는데, 외부인들은 상호 지식을 가진 사람들처럼 반응하지 않을 수 있기 때문이다.
2017년 학술지 Cognitive Processing에 발표된 한 연구는 어두운 유머를 이해하는 사람들이 "더 높은 IQ를 가지고, 공격성이 낮으며, 부정적인 감정에 더 효과적으로 저항할 수 있다"고 결론짓는다.

## 같이 보기
- 마카브르
- 초현실 유머